# Gustav Naan
Gustav Naan (oroszul: Густав Иоганнович Наан, Gusztav Iogannovics Naan; Vlagyivosztok, 1919. május 17. – Tallinn, 1994. január 12.) észt fizikus és filozófus.

## Élete
Gustav Naan az Oroszországi Szovjet Szövetségi Szocialista Köztársaságban, Vlagyivosztok közelében született észt családba. A Leningrádi Állami Egyetemen diplomázott 1941-ben. Részt vett a második világháborúban, 1943-ban lépett be az SZKP-be. A balti államok megszállása után Észtországba költöző Gustav Naan hű kommunista volt, 1946-ban elvégezte a párt magasabb iskoláját (AUCP). Számos sztálinista vitairatot készített, melyek az észt történelmet és politikát mutatták be szovjet nézőpontból (például „Eesti kodanlike natsionalistide ideoloogia reaktsiooniline olemus” („Az észt burzsoá nacionalisták ideológiájának reakciós jellege”), 1947).
1948-ban a Voproszi filoszofiiban publikált a relativitáselmélet filozófiai vonatkozásairól, ebben az USA-t és az Egyesült Királyságot „fizikai idealistának” nevezte. 1951-ben azonban már azt írta, hogy elítéli a relativitáselmélet vulgáris materialista kritikusait, eközben „toleráns a sztálinista Oroszországban jelentős mértéket öltő filozófiai kérdéseknek, a publikálás helyétől és idejétől függően.” A szerzők, akik ezt követően Naan cikkét vették elő, szinte mind kritikusai voltak. 1952 volt ilyen szempontból a legtermékenyebb év, három különböző szerző is Naan ellen írt, csak a Voprosy filosofii évi első számában.
1950 és 1951 között Naan az Észt SZSZK Tudományos Akadémiája Történeti Intézetének igazgatója volt, 1951-től 1964-ig pedig az akadémia alelnöke volt. 1964-től az akadémián működő Asztrofizikai és Légkörfizikai Intézetben dolgozott. Kozmológiai, kibernetikai és demográfiai kérdésekben gyakran elvetette a „hagyományos” világnézetűek és ortodox kommunisták tabuit is. Későbbi állítása szerint már akkor a relativitáselmélet oldalán állt, mikor az még áltudománynak számított a Szovjetunióban. Javasolta a multiverzum hipotézisét is, amely szerint az ismert világ mellett párhuzamosan létezik egy antivilág is.
Naan volt az Eesti nõukogude entsüklopeedia („Észt Szovjet Enciklopédia”), 1960-as évek végén kezdődő első kiadásának főszerkesztője.
Politikai hovatartozását illetően Naan végig a kommunista rendszer támogatója maradt, ellenezte az észt függetlenségi mozgalmakat, inkább a Moszkva mellett álló Interliikumine támogatójának volt tekinthető. Függetlenség-ellenességének több újságcikkben is teret adott (például „С ног на голову»”, azaz „Lábbal a fejen” című cikkében, amely az Észt Szuverenitási Nyilatkozat ellen jelent meg a Pravda 1988. november 23-i számában).
Gustav Naant sokan karrieristának és cselszövőnek tartották.

## Fordítás
- Ez a szócikk részben vagy egészben  a   Gustav Naan című angol Wikipédia-szócikk ezen változatának fordításán alapul.  Az eredeti cikk szerkesztőit annak laptörténete sorolja fel. Ez a jelzés csupán a megfogalmazás eredetét és a szerzői jogokat jelzi, nem szolgál a cikkben szereplő információk forrásmegjelöléseként.

## Lásd még
- Vladimir Hütt